# Nicolás Blandi
Nicolás Blandi (Campana, 13 gennaio 1990) è un calciatore argentino, attaccante del Barracas Central.

## Palmarès

### Competizioni nazionali
- Campionato argentino: 1

Boca Juniors: 2011 Apertura
- Copa Argentina: 1

Boca Juniors: 2012
- Coppa Libertadores: 1

San Lorenzo: 2014
- Supercopa Argentina: 1

San Lorenzo: 2015